# ديفيد بورتون (لاعب كريكت)
ديفيد بورتون (23 أغسطس 1985 في المملكة المتحدة - ) (بالإنجليزية: David Burton)‏ هو لاعب كريكت بريطاني. لعب مع نادي مقاطعة ميدلسكس للكريكت ‏ ونادي مقاطعة غلوستر للكريكت ‏ ونادي مقاطعة نورثامبتونشير للكريكت ‏.

## وصلات خارجية
- ديفيد بورتون (لاعب كريكت) على موقع إي آس بي آن كريك إنفو (الإنجليزية)